# Джамна
Джа́мна, Яму́на, Джу́мна (хинди यमुना, IAST: yamunā, Ямуна, также хинди जमुना, Джамуна) — река в Индии общей протяжённостью 1376 км.

## Этимология
Название происходит от др.-инд. yamá — «близнец», поскольку эта река протекает параллельно Гангу и является крупнейшим его притоком. По аналогичной модели образованы балтийские гидронимы типа Jumara, *Jumina, восходящие к тому же индоевропейскому корню.

## Общие сведения
Является самым длинным и многоводным (110 км³ в год) правым притоком Ганга. Начинается на южных склонах центральных Гималаев, вытекает из ледника Ямунотри (хребет Заскар) на высоте 3255 м. Течёт по территории индийских штатов Харьяна и Уттар-Прадеш, а также столицы Дели. Кроме Дели, на Джамне расположены города Матхура и Агра. У города Ямунанагар поворачивает на юг, выходит на Индо-Гангскую равнину и у города Аллахабад впадает в Ганг, образуя священный для индуистов Сангам.
Площадь бассейна 351 000 км². Основными притоками Джамны являются Тонс, Чамбал, Бетва, Синд и Кен.
В 5 км от истока находится популярные у индуистов паломников места посёлки Калси с буддистским монастырем и Ямунотри, где находятся горячий источник (90 °C) и гробница[кого?].